# Rial Racing
Rial Racing est une ancienne écurie de Formule 1 qui a disputé deux saisons de championnat du monde en 1988 et 1989. En 20 qualifications, Rial a inscrit 6 points en championnat du monde.

## Historique
Rial est la "réincarnation" de l'ancienne écurie allemande de Formule 1 ATS (pour Auto Technisches Spezialzubehör), fondée par Gunther Schmidt. Schmidt, patron de la société de fabrication de jantes ATS est un fondu de sport automobile et décide d'engager une équipe qui porte le nom de sa société dès 1972. Cette écurie fera courir entre autres Jean-Pierre Jarier puis Gerhard Berger. Mais, en 1984, Schmidt doit cesser son activité en F1 à cause d'un manque de liquidités.
Schmidt revend sa société, et en monte une nouvelle, toujours dans le domaine de la jante en alliage, Rial. Au bout de quelques années, il dégage suffisamment de bénéfices pour réinvestir dans sa marotte : la F1. Il engage Gustav Brunner, qui était déjà de l'aventure ATS, pour dessiner la monoplace engagée au championnat du monde de Formule 1 1988, le modèle ARC1. Celle-ci est confiée au pilote italien Andrea De Cesaris. Et le miracle se produit puisque de Cesaris décroche les 3 points de la quatrième place au Grand Prix de Détroit.
En 1989, Brunner, lassé de devoir reconstruire sans moyens les monoplaces régulièrement pliées par de Cesaris, quitte l'écurie pour rejoindre l'autre équipe allemande Zakspeed. Il est remplacé par Stefan Fober (lui-même remplacé en cours d'année par Christian Vanderpleyn, qui sera aussi remplacé). La monoplace 1989 (Rial ARC2) délaisse le bloc Ford-Cosworth DFZ traditionnel pour un Ford-Cosworth DFR et est confiée aux bons soins des pilotes Christian Danner et Volker Weidler. Celui-ci doit subir l'épreuve des pré-qualifications puisque Rial n'avait engagé qu'une seule monoplace l'année précédente. Danner marque les trois points de la quatrième place au Grand Prix des États-Unis. Puis Schmidt limoge Weidler pour embaucher Pierre-Henri Raphanel au Grand Prix de Belgique à Spa-Francorchamps. Danner a de plus en plus de mal à se sortir du pétrin des qualifications et Schmidt lorgne alors vers Gregor Foitek, pilote de l'écurie italienne Eurobrun Racing. Les résultats chez Eurobrun étant catastrophiques, Foitek signe chez Schmidt à partir du Grand Prix d'Espagne. Mais quitter Eurobrun pour Rial n'est pas la meilleure décision qu'ait pris Foitek, l'équipe de Schmidt n'étant pas mieux structurée que celle de Walter Brun. Dès sa première course pour Rial, la monoplace de Foitek perd son aileron en plein appui et se fracasse dans la grande courbe qui suit les stands : saison terminée pour le pilote helvète. Bertrand Gachot est alors engagé pour disputer les deux dernières épreuves de la saison au côté de Raphanel, mais les deux pilotes sont dans l'impossibilité de se qualifier. Le bilan de la saison est donc de 3 points, 20 non qualifications, 8 non pré-qualifications.
À la fin de la saison, Schmidt jette l'éponge et se retire du championnat du monde de Formule 1. L'autre écurie allemande Zakspeed fera de même.

## Résultats en championnat du monde de Formule 1
| Saison | Écurie      | Châssis   | Moteur           | Pneus    | Pilotes                                                                             | Grands Prix disputés | Points inscrits | Classement |
| ------ | ----------- | --------- | ---------------- | -------- | ----------------------------------------------------------------------------------- | -------------------- | --------------- | ---------- |
| 1988   | Rial Racing | Rial ARC1 | Ford-Cosworth V8 | Goodyear | Andrea De Cesaris                                                                   | 16                   | 3               | 9e         |
| 1989   | Rial Racing | Rial ARC2 | Ford-Cosworth V8 | Goodyear | Christian Danner Volker Weidler Pierre-Henri Raphanel Gregor Foitek Bertrand Gachot | 4                    | 3               | 13e        |

| Saison | Écurie      | Châssis   | Moteur           | Pneumatiques | Pilotes               | Courses | Courses | Courses | Courses | Courses | Courses | Courses | Courses | Courses | Courses | Courses | Courses | Courses | Courses | Courses | Courses | Points inscrits | Classement |
| Saison | Écurie      | Châssis   | Moteur           | Pneumatiques | Pilotes               | 1       | 2       | 3       | 4       | 5       | 6       | 7       | 8       | 9       | 10      | 11      | 12      | 13      | 14      | 15      | 16      | Points inscrits | Classement |
| ------ | ----------- | --------- | ---------------- | ------------ | --------------------- | ------- | ------- | ------- | ------- | ------- | ------- | ------- | ------- | ------- | ------- | ------- | ------- | ------- | ------- | ------- | ------- | --------------- | ---------- |
| 1988   | Rial Racing | Rial ARC1 | Ford-Cosworth V8 | Goodyear     |                       | BRÉ     | SMR     | MON     | MEX     | CAN     | DET     | FRA     | GBR     | ALL     | HON     | BEL     | ITA     | POR     | ESP     | JAP     | AUS     | 3               | 9e         |
| 1988   | Rial Racing | Rial ARC1 | Ford-Cosworth V8 | Goodyear     | Andrea De Cesaris     | Abd     | Abd     | Abd     | Abd     | 9e      | 4e      | 10e     | Abd     | 13e     | Abd     | Abd     | Abd     | Abd     | Abd     | Abd     | 8e      | 3               | 9e         |
| 1989   | Rial Racing | Rial ARC2 | Ford-Cosworth V8 | Goodyear     |                       | BRÉ     | SMR     | MON     | MEX     | USA     | CAN     | FRA     | GBR     | ALL     | HON     | BEL     | ITA     | POR     | ESP     | JAP     | AUS     | 3               | 13e        |
| 1989   | Rial Racing | Rial ARC2 | Ford-Cosworth V8 | Goodyear     | Christian Danner      | 14e     | Nq      | Nq      | 12e     | 4e      | 8e      | Nq      | Nq      | Nq      | Nq      | Nq      | Nq      | Nq      |         |         |         | 3               | 13e        |
| 1989   | Rial Racing | Rial ARC2 | Ford-Cosworth V8 | Goodyear     | Volker Weidler        | Npq     | Npq     | Npq     | Npq     | Npq     | Npq     | Npq     | Npq     | Exc.    | Nq      |         |         |         |         |         |         | 3               | 13e        |
| 1989   | Rial Racing | Rial ARC2 | Ford-Cosworth V8 | Goodyear     | Pierre-Henri Raphanel |         |         |         |         |         |         |         |         |         |         | Nq      | Nq      | Nq      | Nq      | Nq      | Nq      | 3               | 13e        |
| 1989   | Rial Racing | Rial ARC2 | Ford-Cosworth V8 | Goodyear     | Gregor Foitek         |         |         |         |         |         |         |         |         |         |         |         |         |         | Nq      |         |         | 3               | 13e        |
| 1989   | Rial Racing | Rial ARC2 | Ford-Cosworth V8 | Goodyear     | Bertrand Gachot       |         |         |         |         |         |         |         |         |         |         |         |         |         |         | Nq      | Nq      | 3               | 13e        |

Légende : ici

## Palmarès des pilotes de Rial Racing
| Pilote                | Grand Prix disputés | Victoires | Podiums | Points inscrits | Pole positions | Meilleur tour en course |
| --------------------- | ------------------- | --------- | ------- | --------------- | -------------- | ----------------------- |
| Andrea De Cesaris     | 16                  | 0         | 0       | 3               | 0              | 0                       |
| Christian Danner      | 4                   | 0         | 0       | 3               | 0              | 0                       |
| Volker Weidler        | 0                   | 0         | 0       | 0               | 0              | 0                       |
| Pierre-Henri Raphanel | 0                   | 0         | 0       | 0               | 0              | 0                       |
| Gregor Foitek         | 0                   | 0         | 0       | 0               | 0              | 0                       |
| Bertrand Gachot       | 0                   | 0         | 0       | 0               | 0              | 0                       |